# 鮎淵站
鮎淵站（日语：／）（也有這個日文寫法）是位於愛知縣北設樂郡設樂町，豐橋鐵道田口線的鐵路車站（廢站）。

## 歷史
在1932年（昭和7年）12月22日，田口線清崎站至三河田口站之間開業，此站啟用。但是此站不是常設車站，只於香魚捕撈季節（每年6至8月）才營業，為一座臨時車站。
此站的位置大約是在清崎站至三河田口站中途，鐵路線離開第三隧道處。
車站廢除的日期與田口線全線廢除日是相同的。在1965年（昭和40年），由於水災關係，清崎站至三河田口站之間不能通行，翌年1966年（昭和41年）已經暫停營業，自此在沒有重開的情況下，於1968年（昭和43年）正式廢除。

### 年表
- 1932年（昭和7年）12月22日：車站啟用[1]。
- 1965年（昭和40年）9月17日：由於水災關係，清崎站至三河田口站之間不能通行。
- 1966年（昭和41年）：此站暫停營業。
- 1968年（昭和43年）
  - 8月29日：由於水災關係，三河海老站至清崎站之間不能通行。
  - 9月1日：田口線全線廢除，此站也被廢除[1]。

## 相鄰車站
豐橋鐵道
田口線
清崎－（貨）大久賀多－（臨）鮎淵－三河田口

## 注腳
1. 1 2  《日本鐵道旅行地圖帳》7號，p.37-38

## 相關項目
- 日本鐵路車站列表 A